# Dissertationspreis der Physikalischen Gesellschaft zu Berlin
Der Dissertationspreis der Physikalischen Gesellschaft zu Berlin (bis 2023 Carl-Ramsauer-Preis) wird jährlich für „hervorragende Doktorarbeiten in Physik und angrenzender Gebiete“ an Berliner und Brandenburger Universitäten vergeben.
Der 1989 von der AEG Aktiengesellschaft ins Leben gerufene Preis wurde bis zum Jahr 1999 jährlich an sechs Wissenschaftler der Freien Universität Berlin, der Technischen Universität Berlin und der Humboldt-Universität zu Berlin vergeben, die damit für ihre herausragende Dissertation auf naturwissenschaftlich-technischem Gebiet ausgezeichnet wurden. Seit dem Jahre 2002 wird der Preis an drei Wissenschaftler der Berliner Universitäten und einen Wissenschaftler der Universität Potsdam vergeben.

## Geschichte
Die AEG Aktiengesellschaft stiftete den Carl-Ramsauer-Preis am 13. April 1988 anlässlich der Feier zum 60-jährigen Bestehen des am 1. April 1928 gegründeten AEG-Forschungsinstituts. Der Preis wurde nach Carl Ramsauer (1879–1955), dem ersten Direktor des AEG-Forschungsinstituts benannt.
Der Nachwuchs-Förderpreis wurde jährlich zu gleichen Teilen (Dotierung je 10.000 DM) an je vier Wissenschaftler der Freien Universität Berlin und der Technischen Universität Berlin für herausragende Dissertationen auf naturwissenschaftlich-technischem Gebiet (Physik, Elektrotechnik, Chemie, Produktionstechnik und Informatik) verliehen. Die Preisverleihung fand in einer gemeinsamen Veranstaltung der AEG und der beiden Universitäten statt. Die Auswahl der Preisträger übernahm eine Preiskommission, die aus je zwei Vertretern der AEG sowie der beiden Universitäten bestand.
Mit dem Fall der Mauer wurde die Humboldt-Universität zu Berlin in die Preisvergabe mit einbezogen. Die Dotierung wurde auf insgesamt 60.000 DM erhöht.
Nach der Auflösung der AEG im Jahre 1996 wurde die Preisvergabe von der Firma TEMIC (TEMIC TELEFUNKEN microelectronic GmbH) fortgeführt. Nach dem Verkauf des Halbleiterbereichs von TEMIC durch die Daimler AG an die Firmen Atmel und Vishay im Jahre 1998 wurde der TEMIC-Konzern aufgelöst und der Preis in den Jahren 1999 letztmals von dem verbleibenden Konzernteil TEMIC Automotive vergeben. In den Jahren 2000 und 2001 wurde die Preisvergabe durch die TEMIC Automotive Geschäftsführung ausgesetzt, bis dann auf Initiative der Physikalischen Gesellschaft zu Berlin und den Präsidenten der Berliner Universitäten der Preis von der Physikalischen Gesellschaft zu Berlin übernommen wurde. Seit 2002 wird der nunmehr modifizierte und mit insgesamt 6000 € dotierte Carl-Ramsauer-Preis an drei Wissenschaftler der Berliner Universitäten und einem Wissenschaftler der Universität Potsdam für die jeweils beste Dissertation im Fach Physik vergeben. Seit 2015 wird der Carl-Ramsauer-Preis durch das Berliner Unternehmen SPECS Surface Nano Analysis gefördert.
Die historische Rolle von Carl Ramsauer wurde Anfang 2024 neu bewertet. Der Preis wird seit 2024 unter dem Namen Dissertationspreis der Physikalischen Gesellschaft zu Berlin verliehen.

## Preisträger
(FU=Freie Universität Berlin, TU=Technische Universität Berlin, HU=Humboldt-Universität Berlin, UP=Universität Potsdam)
- 1989: Dimitri Arvanitis (FU), Joost Wintterlin (FU), Jürgen Christen (TU), Jürgen Kraft (TU)
- 1990: Gustavo Pastor (FU), Volker Hildebrandt (FU), Alois Knoll (TU), Frank Heinricht (TU)
- 1991: Axel Kaschte (HU), Christoph Zülicke (HU), Andreas König (FU), Martin Wolf (FU), Werner Loose (TU), Michael Totzeck (TU)
- 1992: Thomas Bittner (HU), Axel Schülzgen (HU), Hans Rabus (FU), Thomas Steiner (FU), Marius Grundmann (TU), Xiaoyi Liu (TU)
- 1993: Hans-Jürgen Gustat (HU), Dirk Hennig (HU), Eugen Weschke (FU), Dominik Winau (FU), Robert Heitz (TU), Robert Weismantel (TU)
- 1994: Andreas Bauer (FU), Jörg Schmalian (FU), Juliane Meese-Marktscheffel (TU), Bernd Rausenberger (TU)
- 1995: Caroline Kisker (FU), Olaf W. Käding (FU), Martin Kröger (TU), Mark-Matthias Bakran (TU)
- 1996: Tobias Hertel (FU), Jan Machold (FU), Andreas Schulz (TU), Philip Hofmann (TU)
- 1997: Sören Grabowski (FU), Sven Klußmann (FU), Jörg-Michael Green (TU), Nils Kirstaedter (TU)
- 1998: Thorsten Hesjedal (HU), Michael Ohler (HU), Sabine Klapp (FU), Ludwig Bartels (FU), Steffen Appel (TU), Armin Zimmermann (TU)
- 1999: Markus Joschko (HU), Johannes G. Winter (HU), Julius Hohlfeld (FU), Detlev Stalling (FU), Stephan G. Zech (TU), Te-Won Lee (TU)
- 2000/2001: Keine Preisvergabe
- 2002: Benjamin Lindner (HU), Paviz Farmanara (FU), Stephanie Reich (TU), Jürgen Schmidt (UP)
- 2003: Jens Stenger (HU), Jürgen Lindner (FU), Kolja Haberland (TU), Till Kuhlbrodt (UP)
- 2004: Udo Erdmann (HU), Alexander Schnegg (FU), Andreas Amann (TU), Alexander Albus (UP)
- 2005: Frank Jäckel (HU), Helmut Lippert (FU), Jens Förstner (TU), Ilka Bischofs-Pfeifer (UP)
- 2006: Roman Engel-Herbert (HU), Tobias Kampfrath (FU), María Machón (TU), Andrei Varykhalov (UP)
- 2007: Tobias Bernhard (HU), Jens Koch (FU), Martin Geller (TU), Kristina Giesel (UP)
- 2008: Claus Ropers (HU), Anke Birte Schmidt (FU), Marten Michael Richter (TU), Melanie J. Ingrid Müller (UP)
- 2009: Matthias Scholz (HU), Ingo Barth (FU), Michael Schmiedeberg (TU), Gorka Zamora-López (UP)
- 2010: Stephan Wethekam (HU), Martina Schmid (FU), Hagen Telg (TU), Sebastian Bange (UP)
- 2011: Alexander Carmele (TU), Christian Eickhoff (FU), Wilhelm Kühn (HU), Christian Wagner (UP)
- 2012: Sylvia Schikora (HU), Ronny Kirste (TU), Nishant Malik (UP), Marcel Risch (FU)
- 2013: Daniela Rupp (TU), Marc Herzog (UP), Laurenz Rettig (FU), Tim Schröder (HU)
- 2014: Julia Kabuß (TU), Christian Lotze (FU), Patrick Pingel (UP), Janik Wolters (HU)
- 2015: Steve Albrecht (UP), Gordon Jens Callsen (TU), Martin Kliesch (FU), Jakob Runge (HU)
- 2016: Lorenzo Bianchi (HU), Rainer Hainich (UP), Nicola Kleppmann (TU), Lutz Waldecker (FU)
- 2017: Beatrice Andres (FU), Robert Großmann (TU), Tomer Shenar (UP), Julia Werra (HU)
- 2018: Christopher W. Nicholson (FU), Fabian Paul (UP), Jan Frederik Totz (TU), Lorenz von Grafenstein (HU)
- 2019: Till Hagelschuer (HU), Alexander Humeniuk (FU), Johanna Klyne (TU), Kai Kornhuber (UP)
- 2020: Sebastian F. Bramberger (HU), Raphael Martin Jay (UP), Sarah A. M. Loos (TU), Till Stensitzki (FU)
- 2021: Lorenz Drescher (FU), Florian Katsch (TU), Christian Vorwerk (HU), Christian Michael Wolff (UP)
- 2022: Fabian Tilo Werner Baumann (HU), Dominik Christiansen (TU), Eva-Maria Rudisch (FU), Alexander von Reppert (UP)
- 2023: Lisa-Marie Kern (TU), Sabrina Patsch (FU), Konrad Tschernig (HU), Maria Werhahn (UP)
- 2024: Florian Nikolaus Brünig (FU), Alexander Dietrich Neef (TU), Daniel Pauli (UP), Michael Stolz (BTU Cottbus-Senftenberg)